# Rugby Milano
Le Rugby Milano est un club de rugby à XV basé dans la ville de Milan (Lombardie) et qui évolue en Serie A, la deuxième division du championnat d'Italie. Son emblème est une tête de cheval.

## Histoire
Le Rugby Milano a été fondé en 1945 par des joueurs issus d'autres clubs, comme notamment l'Amatori avec lequel naitra une forte rivalité locale. Dès ses premières saisons, le club a de bons résultats, se maintenant dans la partie haute du classement durant plusieurs années. Le pic de résultats arrive en 1957 quand le club enchaine une demi-finale, une finale (perdue contre les Fiamme Oro) et une autre demi-finale.
Le club éprouve cependant des difficultés financières qui vont l'amener à déclarer un forfait général à l'issue de la saison 1964-1965. Ce qui reste du club est absorbé par le CUS Milano, qui descend en Serie B trois saisons plus tard.
À la fin de l'année 1969, d'anciens dirigeants refondent le club qui va seulement avoir une école de rugby pendant deux ans. En 1971, le Rugby Milano récupère les joueurs du GS Pirelli qui vient de cesser ses activités. Une équipe senior est engagée en Serie C.
En 1973, après trois saisons, l'équipe monte en Serie B où elle va se maintenir le reste de la décennie. En 1980, le club retrouve la Serie A mais ne parvient pas à se stabiliser sportivement : il alterne bonnes et mauvaises saisons et les montées et les descentes sont nombreuses,  C'est en 2014 que le club finit par revenir en Serie A et y rester. Depuis les Biancorossi font figure d'équipe de milieu de tableau, obtenant des maintiens faciles sans avoir encore réussi à jouer les premiers rôles.
Le club organise chaque année le Tournoi Capuzzoni, compétition pour les jeunes, en souvenir de son ancien joueur international Massimiliano Capuzzoni, décédé à l'âge de 26 ans.

## Engagement social
Le club participe à des programmes de réinsertion auprès de jeunes ayant des problèmes judiciaires. En partenariat avec certains sponsors et avec le centre de détention pour mineurs Cesare Beccaria, le club organise des séances de rugby pour les détenus. Parfois il y envoie son équipe pour disputer des matchs. Certains détenus, une fois leur peine purgée, sont devenus joueurs du club.

## Joueurs notables
- Luca Morisi